# Giovanni Battista Vaccarini

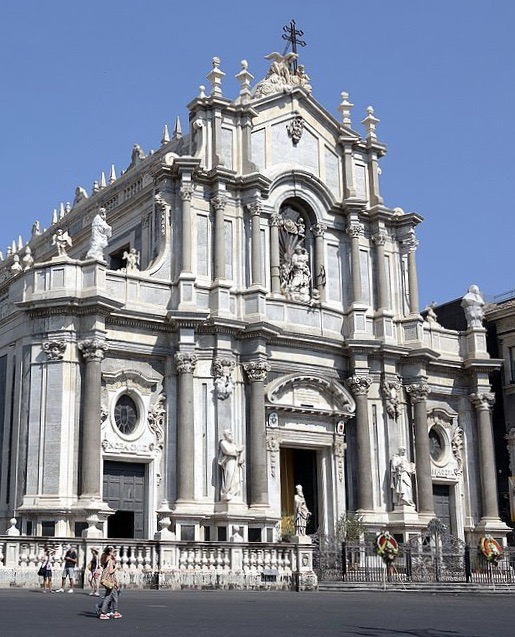
Kathedrale von Catania.

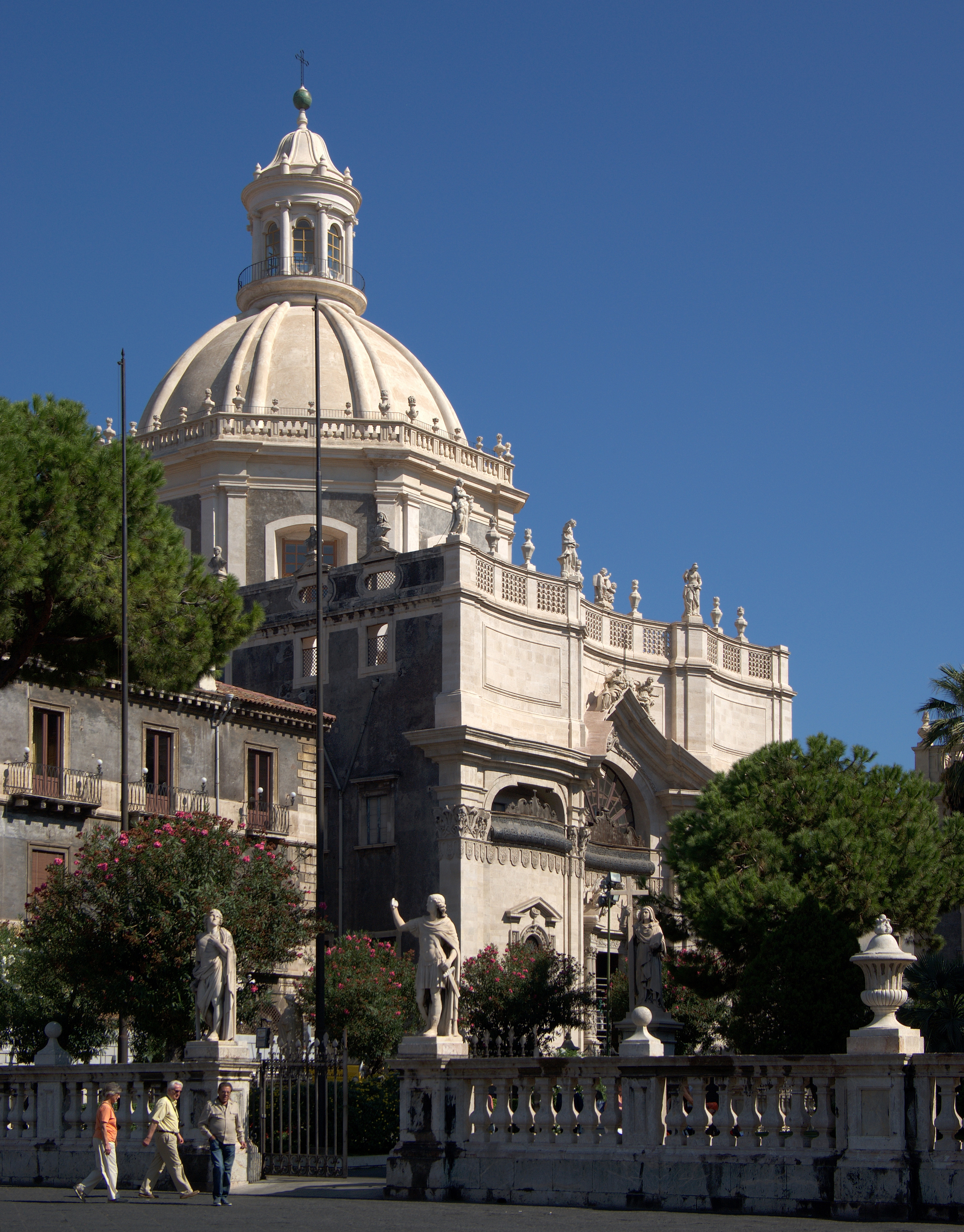
Badia di Sant’Agata.

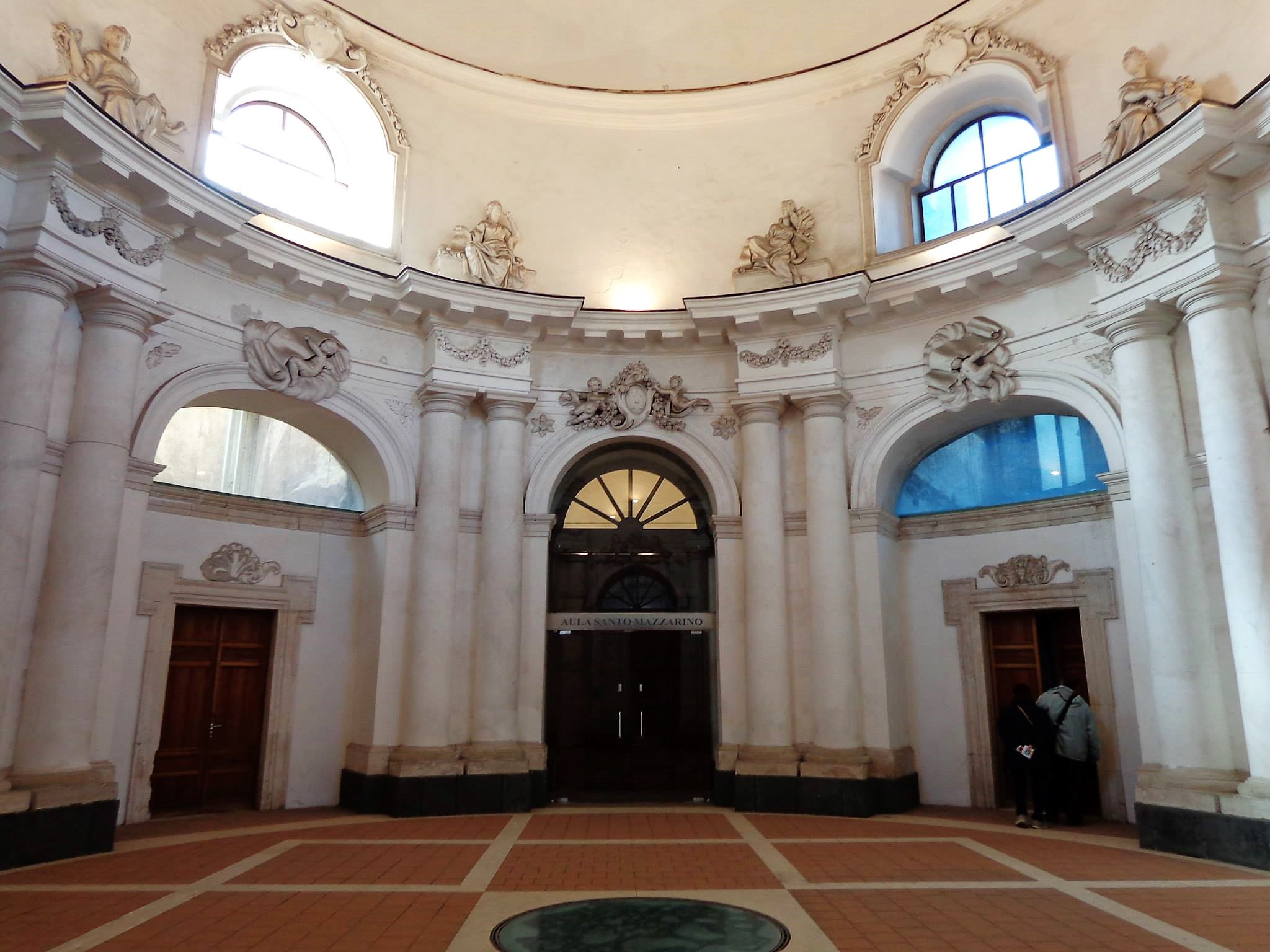
Monastero di San Nicolò l’Arena: Anterefettorio.

Der italienische Architekt Giovanni oder Giovan Battista Vaccarini (* 3. Februar 1702 in Palermo; † 11. März 1768 ebendort) war einer der bedeutendsten Vertreter des Spätbarocks in Sizilien.
Nachdem Catania beim Erdbeben von 1693 im Val di Noto (historische Verwaltungseinheit in Südostsizilien) zerstört worden war, zogen sich die Wiederaufbauarbeiten über das ganze 18. Jahrhundert hin. Die Rolle, die Vaccarini dabei spielte, wurde in den 1930er Jahren von Francesco Fichera durch unbegründete Zuschreibungen stark übertrieben, weshalb andere maßgeblich Beteiligte wie der gleichaltrige Einheimische Giuseppe Palazzotto (1702–1764) oder der Pole Stefano Ittar (1724–1790) in Reiseführern lange Zeit kaum erwähnt wurden.
Vaccarini orientierte sich an Francesco De Sanctis und weiteren zeitgenössischen Architekten aus Rom. Unter anderem leitete er zeitweise den Wiederaufbau der Kathedrale von Catania sowie des Benediktinerklosters San Nicolò l’Arena. Er entwarf drei der vier Fassaden des Palazzo del Senato (Palazzo degli Elefanti). Auch das Wahrzeichen Catanias, die Fontana dell’Obelisco (Fontana dell’Elefante) auf der Piazza del Duomo, stammt von Vaccarini. Der aus einem einzigen Lavablock gehauene Elefant und der ägyptisierende Obelisk sind ungewisser Herkunft und wurden wiederverwendet.
Auswahl von Bauten, an denen Vaccarini in Catania beteiligt war:
- Fassade der Kathedrale
- Fontana dell’Obelisco (Fontana dell’Elefante)
- Chiesa di Santa Maria dell’Ogninella
- Badia di Sant’Agata
- Palazzo San Giuliano
- Monastero di San Benedetto
- Monastero di San Nicolò l’Arena
- Palazzo del Senato (Palazzo degli Elefanti)
- Palazzo dell’Università